# Vicente Ehate Tomi
Vicente Ehate Tomi (n. 1968) és un polític equatoguineà membre del Partit Democràtic de Guinea Equatorial, actual Primer Ministre del seu país des del 21 de maig de 2012. L'abril de 2015 fou confirmat en el seu càrrec pel president de Guinea Equatorial. Tanmateix, fonts de l'oposició guineana van públic que l'octubre de 2015 tenia problemes amb el president Teodoro Obiang per haver desviat més de 3.375.500.000 francs destinats al Projecte d'Informatització de l'Administració Pública de Guinea Equatorial.